# 岷山

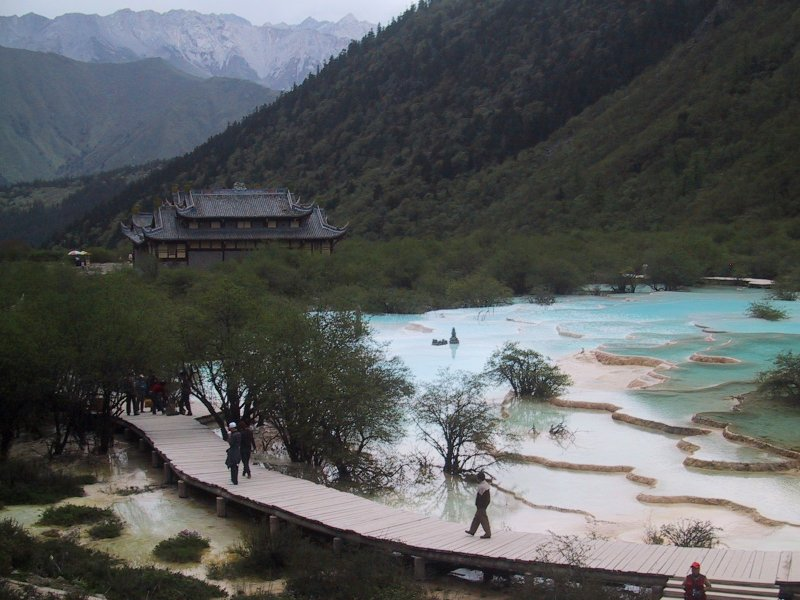
黄龍風景區的濕地

岷山，自中国甘肃省南部延伸至四川省西北部的一褶皱山脉，大致呈南北走向，全长约500公里，主峰雪宝顶位于四川省松潘县境内，海拔5588米。
岷山是长江水系和黄河水系的分水岭之一，岷江、白水江等诸河发源于岷山东侧，最终汇入长江；白河、黑河发源于岷山西侧，经松潘草地汇入黄河。《山海经·中次九经》記載：“岷山……其兽多犀象，多夔牛”；“岷山……其上多金玉，其下多白珉（硅质类岩石）。”
岷山区域内多森林和堰塞湖，是大熊猫、川金丝猴等濒危动物的主要分布区之一，风景秀丽，著名景点有九寨沟、黄龙沟等。

## 延伸阅读
[在维基数据编辑]
 《欽定古今圖書集成·方輿彙編·山川典·岷山部》，出自陈梦雷《古今圖書集成》